# Szyszki
Szyszki (pronunciación en polaco: /ˈʂɨʂkʲi/) es un pueblo ubicado en el distrito administrativo de Gmina Stoczek Łukowski, dentro del Condado de Łuków, Voivodato de Lublin, en Polonia oriental. Se encuentra aproximadamente a 9 kilómetros al sureste de Stoczek Łukowski, a 21 kilómetros al oeste de Łuków, y a 84 kilómetros al noroeste de la capital regional Lublin.